# Partick Thistle Football Club
Il Partick Thistle Football Club, meglio noto come Partick Thistle o solamente Thistle, è una società calcistica scozzese con sede a Glasgow. Milita in Scottish Championship, la seconda divisione del campionato scozzese di calcio.
Malgrado il nome, il club ha sede a Maryhill, nel nord-est della città, e non più a Partick, dove giocò dal 1876 al 1908. È nota come la "terza squadra" di Glasgow, dopo i più famosi Celtic e Rangers. Nel suo palmarès c'è una Scottish Cup e una Scottish Challenge Cup.

## Storia

### Gli esordi
Il club nacque nel 1876 a Partick, all'epoca un Police Burgh autonomo (sarà assorbito dalla città di Glasgow solo nel 1912). La prima partita disputata di cui si abbia notizia risale al febbraio 1876, contro una società locale, il Valencia, che si concluse con la vittoria del Partick Thistle. L'impianto che ospitò questa e le altre partite dei primi anni del club era l'Overnewton Park, la cui collocazione non è nota con precisione, anche se doveva trovarsi nelle vicinanze di Overnewton Road, a sud di Kelvingrove Park. Successivamente il Partick Thistle cambiò diverse volte impianto di gioco, fra i principali si ricordano Kelvingrove, Jordanvale, Muirpark, Inchview e Meadowside. Nel 1909 il club si trasferì definitivamente al Firhill Park, stadio dove gioca ancor oggi, situato nel distretto di Maryhill. In ogni caso, il club conservò il nome Partick.
Nel 1897, quattro anni dopo l'esordio nei campionati nazionali, il club vinse per la prima volta la Division Two, ottenendo la promozione in massima serie. Negli anni a cavallo del 1900 fece la spola tra prima e seconda divisione, ma dal 1902 prese posto stabilmente in Division One.

### Gli anni delle vittorie
Il più importante successo della storia del Partick Thistle arrivò nel 1921, con la vittoria della Scottish Cup, grazie all'1-0 sui Rangers in finale. La rete decisiva della partita giocata a Parkhead venne segnata da Johnny Blair. Nove anni dopo i Jags furono nuovamente in finale, sempre contro i Gers, che questa volta ebbero la meglio vincendo 2-1 il replay della finale originariamente terminata 0-0.
Nel 1935 il club si aggiudicò due competizioni molto considerate all'epoca, la Glasgow Cup e la Charity Cup, confermandosi come una delle migliori squadre della Scozia, anche se in quel periodo non salì mai oltre il quarto posto in campionato.
Gli anni successivi alla seconda guerra mondiale videro il Thistle raggiungere il miglior piazzamento della sua storia in massima serie, con il 3º posto conquistato nelle stagioni 1947-48, 1953-54 e 1962-63. Retrocesso per la prima volta nel 1970, il club tornò in Division One dopo la vittoria del torneo cadetto 1970-71 e, sempre nel 1971, arrivò il principale successo da cinquant'anni a quella parte, la vittoria della Scottish League Cup: in finale, il Celtic fu superato 4-1, con reti di Alex Rae, Bobby Lawrie, Denis McQuade e Jimmy Bone nel primo tempo e gol della bandiera di Kenny Dalglish nella ripresa. Questa vittoria permise ai Jags di disputare la Coppa UEFA 1972-1973.

### Save the Jags
Negli anni seguenti il Partick Thistle affrontò periodi di difficoltà sportive e finanziarie. La riorganizzazione dei campionati avvenuta nel 1975 lasciò il club in First Division, la nuova seconda serie dietro la Scottish Premier Division. Nel 1975-76 vinse il campionato, rientrando fra le elette del calcio scozzese, ma in seguito la squadra perse il posto stabile nel massimo campionato: dal 1982 al 1992 trascorse ininterrottamente undici stagioni in First Division. Riconquistò poi la Premier Division, ma quattro anni dopo dovette lasciarla nuovamente.
Nel 1998 il Thistle fu a un passo dal fallimento: i tifosi lanciarono allora l'iniziativa Save the Jags Campaign, che riuscì a impedire la bancarotta, ma non la retrocessione in Second Division (la terza divisione). Con l'8º posto del 1998-1999, un solo punto di differenza dall'East Fife impedì la retrocessione in Third Division, il più basso campionato nazionale.

### Ritorni in massima serie (2002 e 2013)
Nel 1999 tornò sulla panchina del Thistle John Lambie, che già aveva allenato a Firhill nel 1988-1989 e dal 1990 al 1995. Dopo un anno di transizione, i Jags vinsero la Second Division 2000-01, e l'anno seguente la First Division, salendo in Scottish Premier League per la stagione 2002-03. Per poter prendere parte al massimo campionato fu necessario ampliare la capacità dello stadio fino a raggiungere i 10 000 posti a sedere, cosa che venne fortemente criticata dal presidente Tom Hughes. A fine stagione il 10º posto garantì la salvezza, ma con l'addio di Lambie, che si ritirò dal mondo del calcio, il club non fu in grado di competere nel campionato successivo e la retrocessione arrivò con l'ultimo posto a 8 punti di ritardo dall'Aberdeen.
Cominciò un altro periodo buio per il club giallorosso, che arrivò 9° in First Division 2004-05, retrocedendo per la seconda stagione consecutiva. A quell'epoca, il Thistle era l'unica squadra in Scozia ad aver sofferto due retrocessioni consecutive per demeriti sportivi. Giunti al 4º posto nella Second Division 2005-06, i Jags furono in grado di vincere i play-off, superando lo Stranraer in semifinale e battendo il Peterhead in finale ai tiri di rigore.
L'allenatore della promozione, Dick Campbell, fu esonerato il 27 marzo 2007, dopo un pessimo inizio di campionato in First Division. Il club fu quindi agli ordini della coppia Bone-Butcher prima di passare a Ian McCall; costui rimase in panchina sino all'aprile 2011, conseguendo risultati di prestigio, come il raggiungimento dei quarti di finale nella Scottish Cup 2007-2008 e il 2º posto in campionato l'anno seguente, pur se a notevole distanza dal St. Johnstone primo. In questa stagione due calciatori del club si misero in mostra: Gary Harkins fu eletto Irn Bru Phenomenal Player of the Year, mentre Jonathan Tuffey entrò a far parte in pianta stabile della Nazionale scozzese.
Dopo la partenza di McCall, la panchina dei Jags passò a Jackie McNamara, dapprima ad interim e, a fine stagione, a tempo pieno. Sotto la sua guida il club concluse la stagione 2011-12 al 6º posto, ma cominciò a nutrire ambizioni di promozione l'anno seguente, guidando la classifica a metà stagione. McNamara, malgrado gli ottimi risultati, lasciò il club per accettare l'offerta del Dundee United, cosa che ha provocato attrito con la tifoseria Jag, convinta del suo "tradimento". Il 30 gennaio 2013 Alan Archibald, calciatore del Thistle, divenne manager ad interim, col compito di terminare la stagione. All'epoca il club era secondo in classifica, a maggio invece fu primo e conquistò la promozione in massima serie dopo dieci anni d'assenza.

### Anni recenti
Per la Premiership 2013-14 Archibald fu confermato allenatore e il Partick Thistle esordì in campionato proprio contro il Dundee United di McNamara, in una partita terminata 0-0. Il Partick trascorse tutto il campionato nella parte bassa della classifica, ma infine si classificò 10° e mantenne la categoria. Migliorò i risultati nelle stagioni successive, e nella Premiership 2016-17 è arrivato al 6º posto, per la prima volta nella top-six. Ma l'anno seguente conclude penultimo e, sconfitto allo spareggio dal Livingston, retrocede in Championship.
Nella successiva stagione in seconda serie si piazza al 6º posto, al termine di un campionato disputato in bassa classifica.
In quel periodo, un consorzio guidato dal miliardario cinese Chien Lee e dall'uomo d'affari statunitense Paul Conway aveva cercato di acquistare la società calcistica. A novembre 2019 l'acquisizione fallì e comparve in scena un grande tifoso della squadra dei Jags divenuto milionario grazie al jackpot vinto all'EuroMillions del 12 luglio 2011, Colin Weir di Largs, ex cameramen televisivo ora pensionato che dal 21 novembre è - con il 55% - divenuto l'azionista di maggioranza della società calcistica.Il suo piano prevede anche, oltre il rilancio e l'uso dello stadio di proprietà e la creazione di una lega calcio giovanile (che avrà il suo nome), quella di restituire le azioni ai tifosi che in tal modo diverebbero in seguito comproprietari. Colin Weir muore il mese successivo.
In Championship 2019-20, interrotto per la pandemia di COVID-19, si classifica all'ultimo posto e retrocede. L'anno successivo vince il campionato di League One e risale di nuovo in seconda serie.
In Championship 2021-22 il Partick Thistle si mantiene sempre nella prima metà della classifica, spesso ai margini della zona play-off che viene centrata col quarto posto finale. Tuttavia esce dai giochi già al primo turno, sconfitto dall'Inverness. Si conferma al quarto posto anche nella stagione successiva, avanzando poi nei play-off fino alla finale contro il Ross County, penultimo in Premiership. Nonostante la vittoria per 2-0 all'andata, la partita di ritorno vede il Ross County riequilibrare il risultato e prolungarsi ai supplementari e poi ai rigori, in cui il Partick Thistle soccombe per 4-5.
Nella Championship 2023-24 è ancora una volta in alta classifica, sebbene distanziato dal Dundee Utd e dal Raith Rovers che si contendono il primo posto. Nel novembre 2023 subentra - succedendo a Ian Mc Call - Kris Doolan come allenatore, e al termine della stagione il Partick si piazza in terza posizione ed è nuovamente qualificato ai play-off: al primo scontro batte gli Airdrieonians, dopodiché viene eliminato dal Raith.

## Colori e simboli

### Colori sociali

Il logo utilizzato dal 1992 al 2008

I colori sociali del Partick Thistle sono il giallo, il rosso ed il nero. Tuttavia, all'inizio della loro storia, i Jags utilizzarono divise prevalentemente blu con dettagli biancorossi. Dopo il 1900, per un breve periodo, la squadra indossò divise nero-arancio a strisce verticali, infine nel 1905 fu adottata una divisa blu e amaranto simile a quella usata dall'Aston Villa.
Nel 1909 venne nuovamente utilizzata la divisa blu e questa rimase la maglia ufficiale sino alla stagione 1936-1937, quando fu introdotta la combinazione di colori giallo-rosso-nera ancora oggi in voga. Questo cambiamento fu dovuto all'influenza del locale West of Scotland Football Club, una squadra di rugby che utilizzava divise giallo-rosso-nere.
L'unico cambiamento intervenuto da quella data ad oggi risale al 2009 quando, per celebrare il centenario del trasferimento a Firhill, fu utilizzata una divisa interamente blu. Nella stagione in corso la divisa è gialla con inserti rossi e neri, i calzoncini ed i calzettoni sono neri.

### Stemma
Il simbolo per eccellenza del club è un cardo (in inglese thistle), che compare in ogni stemma sociale sin dal 1902. Una seconda versione dello stemma, datata 1909, è stata usata sino al 1978, quando venne rivisto con l'inserimento del cardo in una coccarda. Nel 1990 fu introdotto il disegno con un cardo in un rettangolo di fattura più moderna, rimpiazzato nel 2008 dall'attuale logo.

## Stadio
Dal 1909 il club gioca le partite casalinghe al Firhill Stadium. Inizialmente noto come Firhill Park, si compone oggi di tre tribune distinte: la Main Stand, eretta nel 1927 e capace di 2900 spettatori; la Jackie Husband Stand, costruita nel 1994 con 6500 posti a sedere e la North Stand, che può ospitare circa 2000 spettatori.
Fino al 2006 era possibile seguire le partite da uno spiazzo a prato noto come The Bing, demolito in quell'anno. Al suo posto non è stato costruito nulla e, quindi, la zona meridionale dello stadio si presenta spoglia.

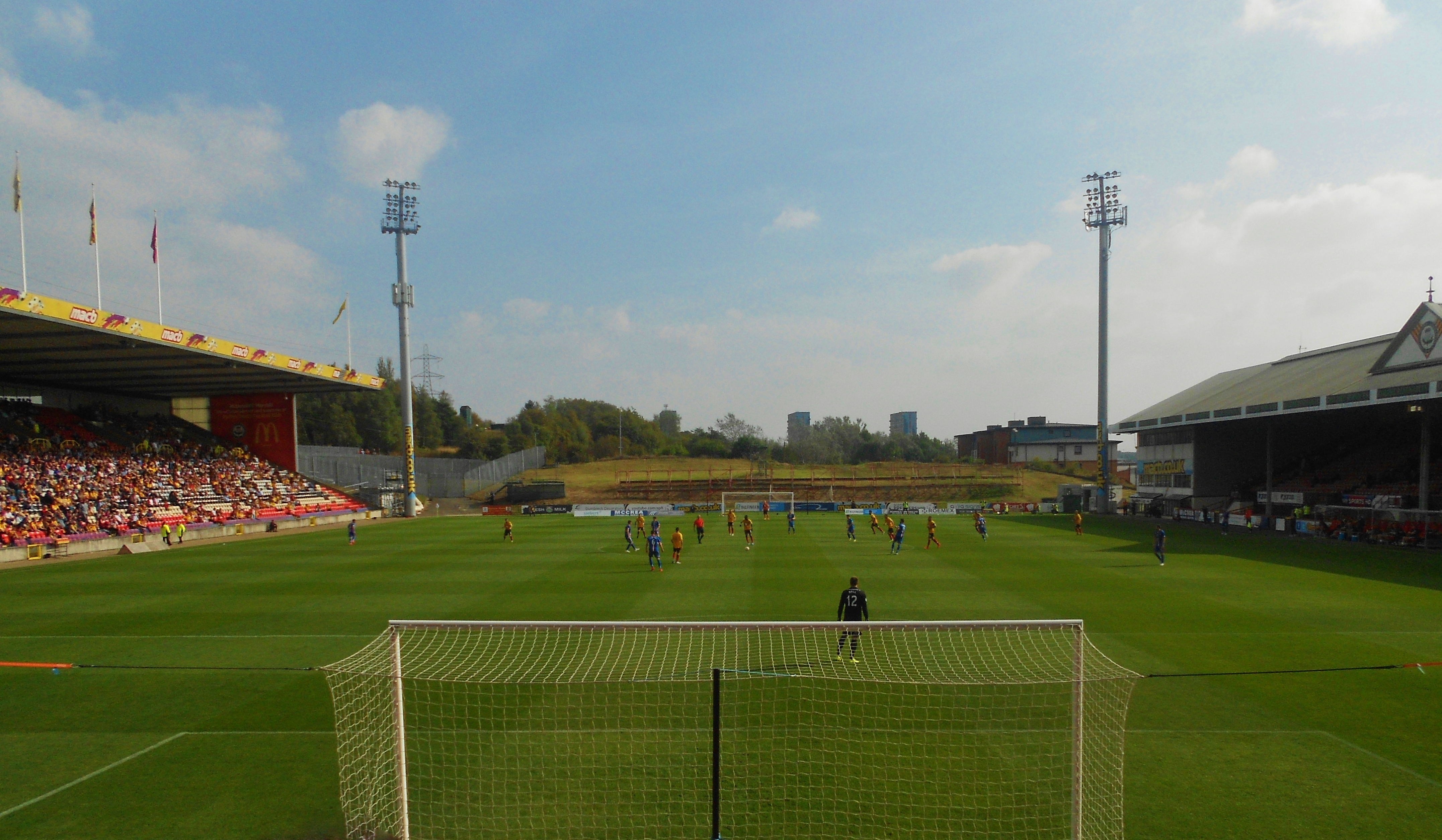
Firhill Stadium

Firhill Park fu condiviso con il Clyde dal 1986 al 1991, quando erano in corso lavori allo Shawfield Stadium. In altre occasioni fu l'Hamilton Academical ad essere ospitato a Firhill.
Nel dicembre 2005, lo stadio è divenuto sede delle partite casalinghe dei Glasgow Warriors, formazione professionista di rugby. Dopo un breve periodo a Glasgow, il club tornò ospite del Firhill Stadium in occasione della Celtic League 2007-2008 e 2008-2009 e, dall'aprile 2009, per altri quattro anni, ma dal 2012 i Warriors hanno sede allo Scotstoun Stadium.
Nel 2012-2013, Firhill è stato sede delle partite casalinghe della formazione Under-20 del Celtic, ma dopo la promozione del Partick Thistle in Premiership questa collaborazione ha dovuto essere interrotta.

## Allenatori
- 1903-29  George Easton
- 1929-47  Donald Turner
- 1947-59  David Meiklejohn
- 1959-60  Willie Thornton
- 1968-70  Scot Symon
- 1970-74  Davie McParland
- 1974-80  Bertie Auld
- 1980-84  Peter Cormack
- 1984-86  Benny Rooney
- 1986  Bertie Auld
- 1986-87  Derek Johnstone
- 1987-88  Billy Lamont
- 1988-89  John Lambie
- 1989-90  Sandy Clark
- 1990-95  John Lambie
- 1995-97  Murdo MacLeod
- 1997-98  John McVeigh
- 1998-99  Tommy Bryce
- 1999-03  John Lambie
- 2003  Jerry Collins
- 2003-05  Gerry Britton
- 2005  Derek Whyte
- 2005-07  Dick Campbell
- 2007-11  Ian McCall
- 2011-13  Jackie McNamara
- 2013-18  Alan Archibald
- 2018-19  Gary Caldwell
- 2019-2023  Ian McCall
- 2023-     Kris Doolan

## Palmarès

### Competizioni nazionali
- Campionato di Scottish First Division: 6

1896-1897, 1899-1900, 1970-1971, 1975-1976, 2001-2002, 2012-2013
- Coppa di Scozia: 1

1920-1921
- Scottish League Cup: 1

1971-1972
- Campionato di Scottish Second Division: 2

2000-2001, 2020-2021

### Competizioni regionali
- Glasgow Cup: 7

1934-1935, 1950-1951, 1952-1953, 1954-1955, 1960-1961, 1980-1981, 1988-1989
- Glasgow Merchants Charity Cup: 3

1926–1927, 1934–1935, 1948–1949

### Altri piazzamenti
- Campionato scozzese:

Terzo posto: 1947-1948, 1953-1954, 1962-1963
- Scottish Championship:

Secondo posto: 1901-1902, 1991-1992, 2008-2009
Terzo posto: 1983-1984, 2023-2024
- Coppa di Scozia:

Finalista: 1929-1930
Semifinalista: 1921-1922, 1926-1927, 1949-1950, 1977-1978, 1978-1979, 2001-2002
- Scottish League Cup:

Finalista: 1953-1954, 1956-1957, 1958-1959
Semifinalista: 1975-1976
- Scottish Challenge Cup:

Finalista: 2012-2013
Semifinalista: 2008-2009, 2010-2011, 2019-2020
- Coppa anglo-scozzese:

Semifinalista: 1976-1977

## Statistiche

### Partecipazione ai campionati
| Livello | Categoria                 | Partecipazioni | Debutto   | Ultima stagione | Totale |
| ------- | ------------------------- | -------------- | --------- | --------------- | ------ |
| 1º      | Scottish Football League  | 6              | 1915-1916 | 1920-1921       | 85     |
| 1º      | Scottish Division One     | 57             | 1897-1898 | 1974-1975       | 85     |
| 1º      | Scottish Division A       | 5              | 1946-1947 | 1950-1951       | 85     |
| 1º      | Scottish Premier Division | 10             | 1976-1977 | 1995-1996       | 85     |
| 1º      | Scottish Premier League   | 2              | 2002-2003 | 2003-2004       | 85     |
| 1º      | Scottish Premiership      | 5              | 2013-2014 | 2017-2018       | 85     |
| 2º      | Scottish Division Two     | 7              | 1893-1894 | 1970-1971       | 35     |
| 2º      | Scottish First Division   | 22             | 1975-1976 | 2012-2013       | 35     |
| 2º      | Scottish Championship     | 6              | 2018-2019 | 2024-2025       | 35     |
| 3º      | Scottish Second Division  | 4              | 1998-1999 | 2005-2006       | 5      |
| 3º      | Scottish League One       | 1              | 2020-2021 | 2020-2021       | 5      |

### Statistiche nelle competizioni UEFA
Tabella aggiornata alla fine della stagione 2020-2021.
| Competizione                  | Partecipazioni | G | V | N | P | RF | RS |
| ----------------------------- | -------------- | - | - | - | - | -- | -- |
| Coppa UEFA/UEFA Europa League | 1              | 2 | 0 | 0 | 2 | 0  | 4  |
| Coppa delle Fiere             | 1              | 4 | 3 | 0 | 1 | 10 | 7  |
| Coppa Intertoto               | 1              | 4 | 1 | 1 | 2 | 6  | 6  |

## Organico

### Rosa 2023-2024
Aggiornata al 22 marzo 2024
| N. |                        | Ruolo | Calciatore      |
| -- | ---------------------- | ----- | --------------- |
| 1  | Scozia (bandiera)      | P     | Jamie Sneddon   |
| 2  | Scozia (bandiera)      | D     | Jack McMillan   |
| 3  | Scozia (bandiera)      | D     | Harry Milne     |
| 4  | Inghilterra (bandiera) | D     | Wasiri Williams |
| 6  | Scozia (bandiera)      | C     | Kyle Turner     |
| 7  | Scozia (bandiera)      | C     | Scott Tiffoney  |
| 8  | Scozia (bandiera)      | C     | Stuart Bannigan |
| 9  | Scozia (bandiera)      | A     | Brian Graham    |
| 11 | Scozia (bandiera)      | C     | Steven Lawless  |
| 12 | Malawi (bandiera)      | D     | Kieran Ngwenya  |
| 14 | Inghilterra (bandiera) | C     | Robbie Crawford |

| N. |                        | Ruolo | Calciatore        |
| -- | ---------------------- | ----- | ----------------- |
| 17 | Scozia (bandiera)      | A     | Scott Robinson    |
| 19 | Scozia (bandiera)      | C     | Luke McBeth       |
| 20 | Irlanda (bandiera)     | D     | Daniel O'Reilly   |
| 21 | Scozia (bandiera)      | C     | Aidan Fitzpatrick |
| 22 | Scozia (bandiera)      | D     | Aaron Muirhead    |
| 23 | Scozia (bandiera)      | C     | Blair Alston      |
| 25 | Scozia (bandiera)      | P     | Ross Stewart      |
| 26 | Scozia (bandiera)      | C     | Ben Stanway       |
| 29 | Scozia (bandiera)      | C     | Zander MacKenzie  |
| 31 | Scozia (bandiera)      | P     | David Mitchell    |
| 99 | Inghilterra (bandiera) | A     | Tomi Adeloye      |

## Tifoseria

### Rivalità
Pur essendo concittadini, non c'è una particolare rivalità con Celtic e Rangers, essendo questi di livello e prestigio molto superiori. Le rivalità più sentite sono dunque col Clyde e con gli Airdrieonians.